# Eisfeld (Weimar)

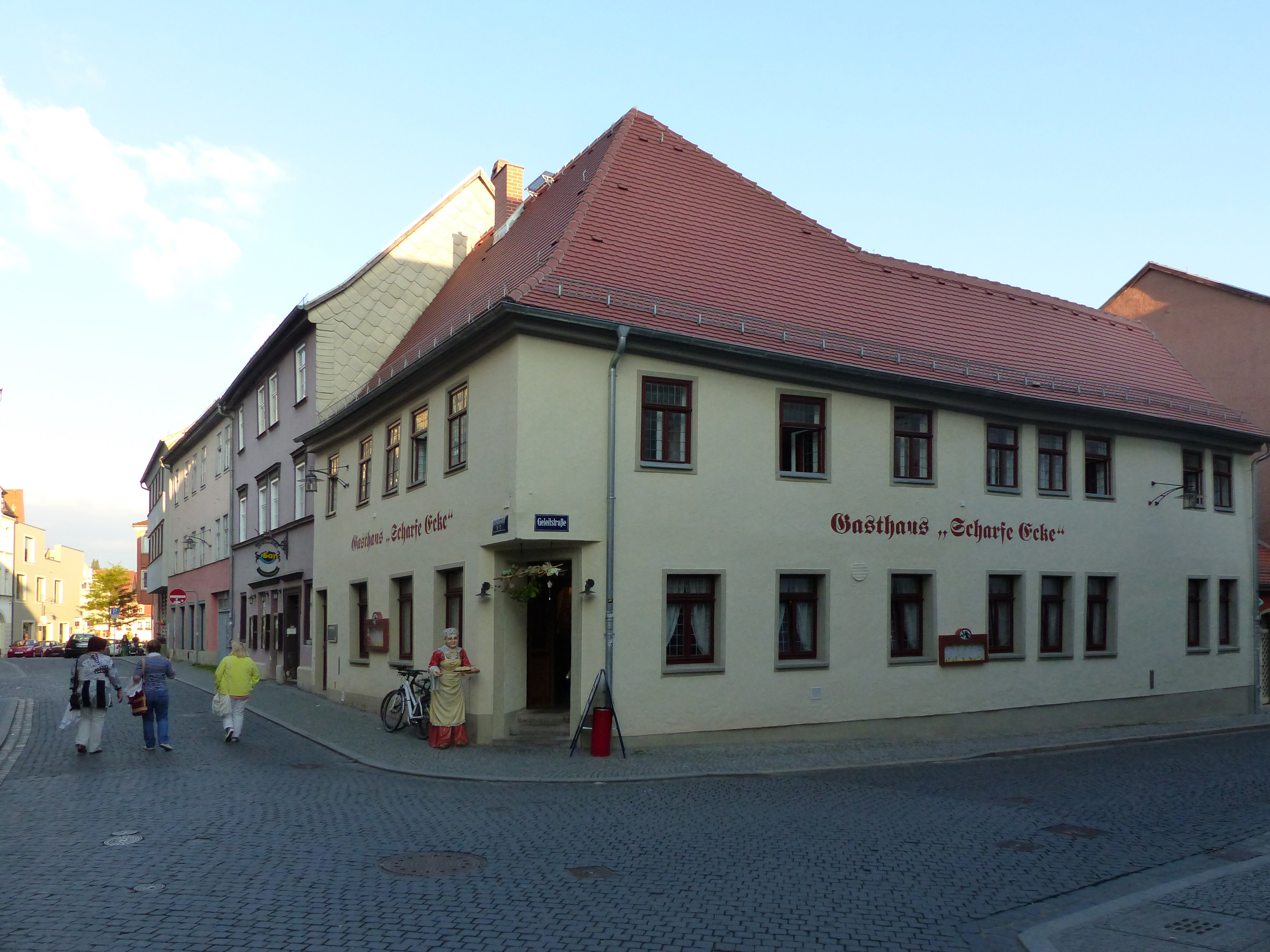
Eisfeld 2 Gasthaus „Scharfe Ecke“

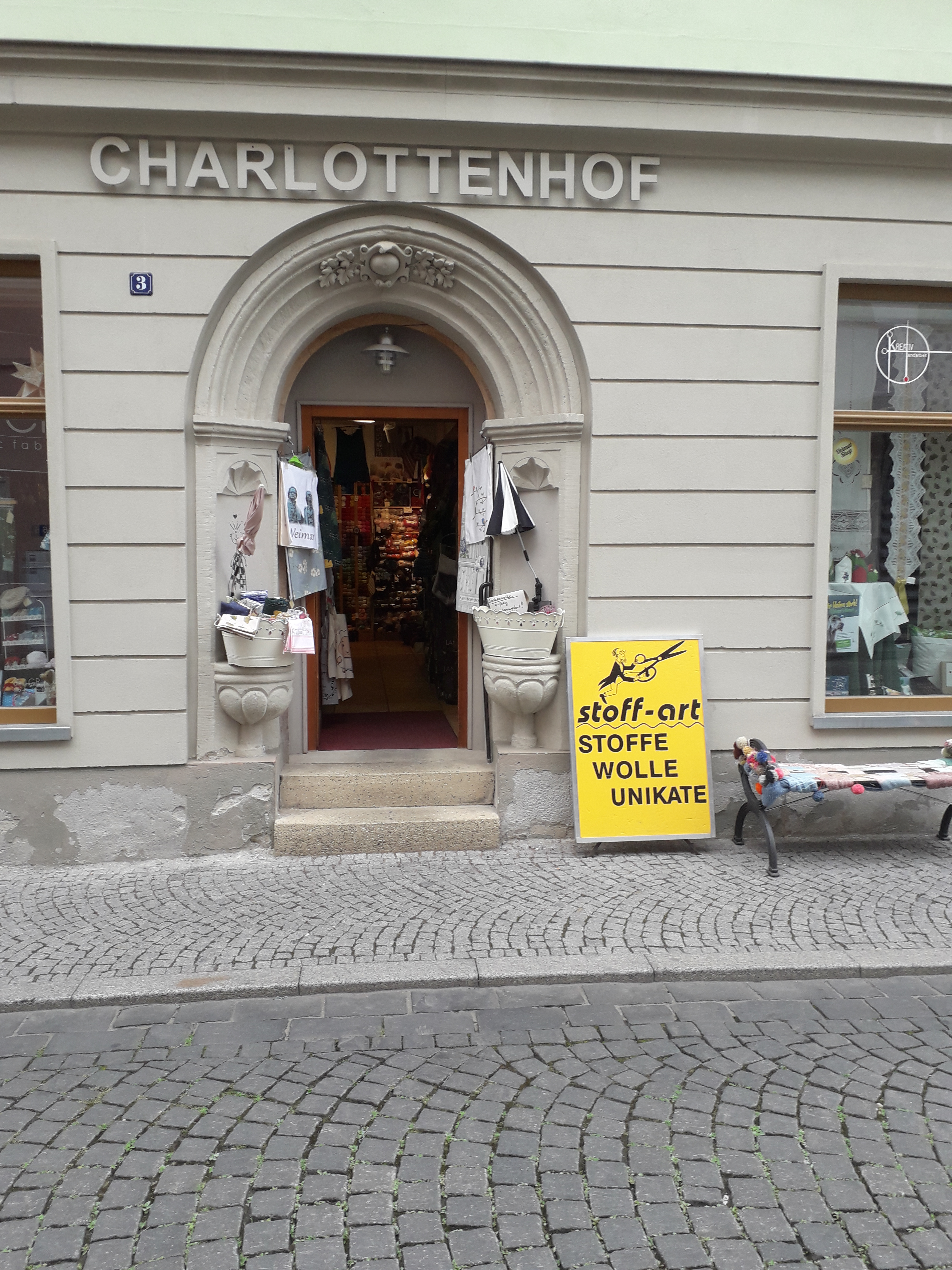
Eisfeld 3 Sitznischenportal

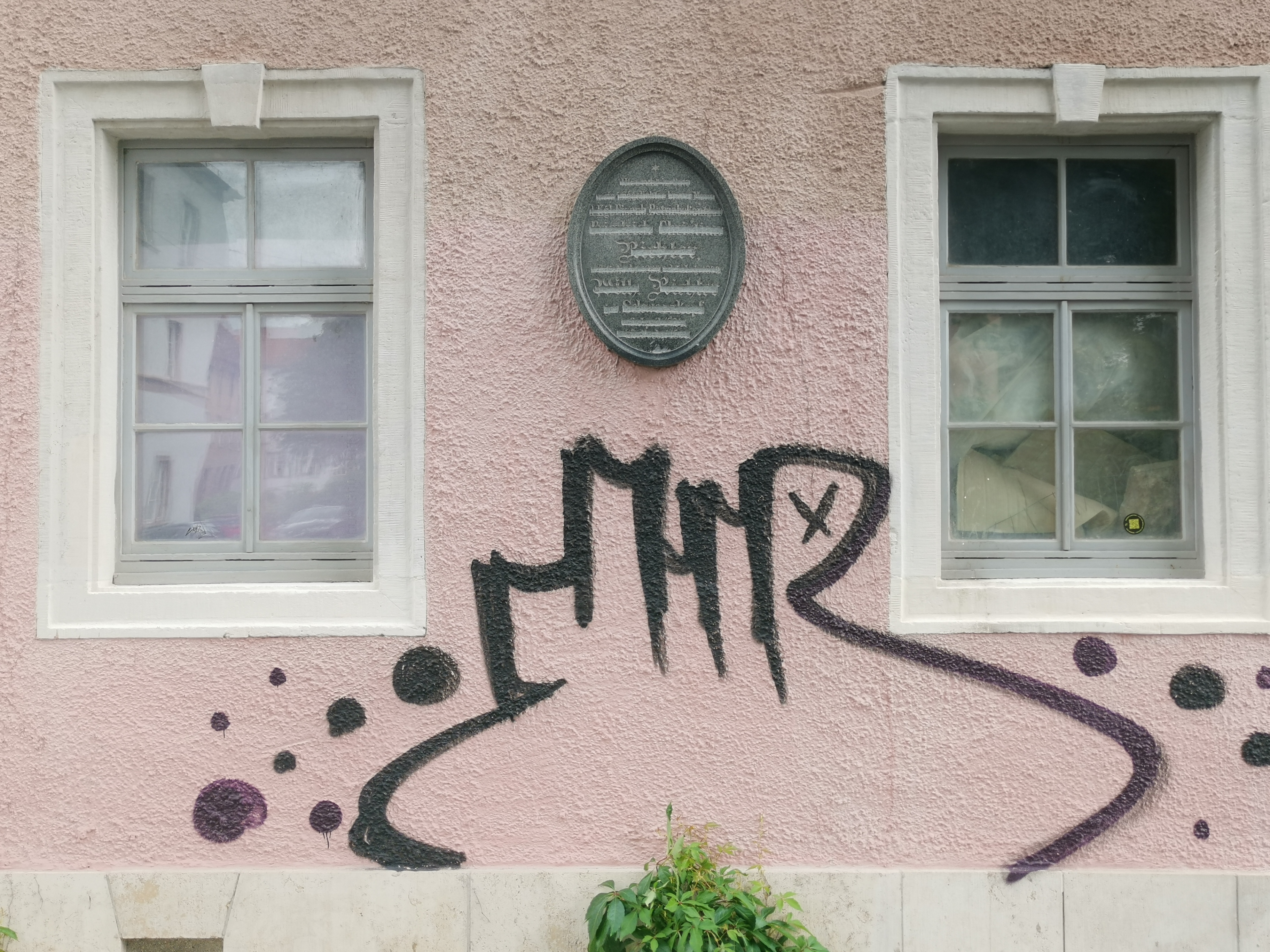
Eisfeld 1 unkenntlich gemachte Gedenktafel für Friedrich Christian Richter und Willy Richter

Das Eisfeld ist eine Straße in der Altstadt von Weimar, die von der Geleitstraße zur Herderkirche am Herderplatz führt. 
Der Name rührt von einer germanischen Kultstätte, einem Opfermoor her.
Die Gebäude dort sind dreigeschossig gebaut. Als Platz war der Bereich 1313 erstmals urkundlich erwähnt worden mit oberhalb des Kirchhofs Sankt Peter unter der Linde. Dieses war die Gerichtslinde. Die dortige Hausnummer 3 weist ein charakteristisches Sitznischenportal der Renaissance mit aufgesetzter Barockkartusche auf. Das Eckhaus  Teichgasse 4 von 1899 ist das erste Beispiel für den Jugendstil in Weimar.
Der Bereich der Altstadt insgesamt und damit das Eisfeld steht auf der Liste der Kulturdenkmale in Weimar (Sachgesamtheiten und Ensembles). Zu den Einzeldenkmalen am Eisfeld zählt der Sächsische Hof mit Hausnummer 12, worin nach seiner Ankunft in Weimar Goethe seinen ersten Wohnsitz hatte.
Hier befand sich einst eine Richtstätte. Von den Richtstätten in Weimar ist sie die ungewöhnlichste gewesen. Gewöhnlich befanden sich die Richtstätten außerhalb der Stadtmauern, während diese sich noch innerhalb der Stadtmauern befand.

## Gasthaus „Scharfe Ecke“
Mit der Bezeichnung „Scharfe Ecke“ ist bei dem Gasthaus nicht etwa ein Hinweis auf die Küche gemeint, sondern die vom Eisfeld in die Geleitstraße führende Kurve. Es ragte einst so weit in die Fahrbahn hinein, dass für einen Bürgersteig kein Platz war. Der Fußweg an der Scharfen Ecke vorbei konnte nur durch Wegnahme einer Fensterachse und damit der Zurücksetzung der Westseite des Hauses erreicht werden. Für Kutschen stellte diese Kurve stets eine große Herausforderung dar. Unfälle kamen vor, Anekdoten derer ebenfalls.